# Тетерево-1
Тетерево-1 — деревня в Печорском районе Псковской области России. Входит в состав сельского поселения «Лавровская волость».
Расположена в 3 км к северу от волостного центра, деревни Лавры, и в 26 км к юго-западу от райцентра, города Печоры.

## Население
Численность населения деревни по оценке на конец 2000 года составляла 9 жителей.
| 2001 | 2002 | 2010 |
| ---- | ---- | ---- |
| 9    | →9   | ↘8   |